# Taru Kuoppa
Taru Kuoppa (Kouvola, 14 november 1983) is een Fins boogschutster.

## Carrière
Kuoppa nam in 2016 deel aan de Olympische Spelen en ging in de eerste ronde verrassend onderuit tegen Htwe San Yu, die 51e was in de kwalificaties was. Kuoppa was zelf 14e in de kwalificaties. Op de Europese Spelen in 2019 werd ze negende.